# Zoutkeetsgracht
De Zoutkeetsgracht is een gracht in de binnenstad van Amsterdam. De gracht scheidt de Westelijke Eilanden (stadsdeel Centrum) van de Zeeheldenbuurt (stadsdeel West). Ze verbindt het Westerdok (vanaf Petemayenbrug) met het Westerkanaal (Zoutkeetsbrug).
De gracht is vernoemdnaar de zoutketen die in de 17e en 18e eeuw aan beide zijden van de gracht stonden. De gracht komt al voor op de stadsplattegrond van Gerrit de Broen uit 1737 (Soutkeets Graft). Dit waren loodsen waar het grove zout voor huishoudelijk gebruik bewerkt en geschikt gemaakt werd. Ook hebben daar geruime tijd de meel- en broodfabriek "Holland" en de werktuigenfabriek "Atlas"gestaan, maar later zijn daar na de sloop van de fabrieken nieuwe woningen gebouwd.

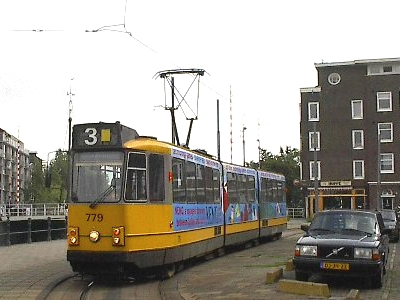
Tramlijn 3 aan het eindpunt Zoutkeetsgracht, links nog net te zien.

Sinds 1900 (tot 1942) had tramlijn 10 zijn eindpunt aan het einde van de Planciusstraat bij de Zoutkeetsgracht. In 1907 werd het kringspoor via Zoutkeetsgracht – Houtmankade – Eerste Breeuwersstraat in gebruik genomen. Tussen 1923 en 1944 had ook lijn 23 hier zijn eindpunt. Lijn 10 werd in 1942 verlegd naar de Van Hallstraat. Sinds 10 mei 1951 rijdt hier lijn 3 die er sinds 18 september 1967 zijn eindpunt heeft. Op 19 augustus 2020 heeft lijn 3 na 54 jaar de Zoutkeetsgracht verlaten in verband met werkzaamheden aan de Bullebakbrug in de Marnixstraat. en daarna aan de kademuur van de Houtmankade.  
In 2000 besloot de gemeente om juist het stukje kade Zoutkeetsgracht 211 t/m 221, waar de tram zijn eindpunt heeft, om te dopen in Korte Zoutkeetsgracht. Hierdoor is een hoop verwarring bij postbodes, bezoekers en bestellers opgehelderd. Hierdoor ligt de tramhalte niet meer in de straat waarvan hij de naam draagt. Dit is het enige trameindpunt in Amsterdam aan een gracht.